# Gare de Noirterre
La gare de Noirterre est une gare ferroviaire française fermée de la ligne des Sables-d'Olonne à Tours, située sur le territoire de la commune de Noirterre, commune associée de Bressuire, dans le département des Deux-Sèvres, en région Nouvelle-Aquitaine. 
Elle est aujourd'hui fermée à tout trafic.

## Situation ferroviaire
La gare de Noirterre est située au point kilométrique (PK) 132,099 de la ligne des Sables-d'Olonne à Tours, entre les gares ouvertes de Bressuire et de Thouars. Elle est séparée de Thouars par la gare fermée de Luché-Thouarsais, puis par le point d'arrêt à vocation de marchandises de Luché, à la gare fermée de Coulonges-Thouarsais et enfin à la halte fermée de Rigné.

## Histoire

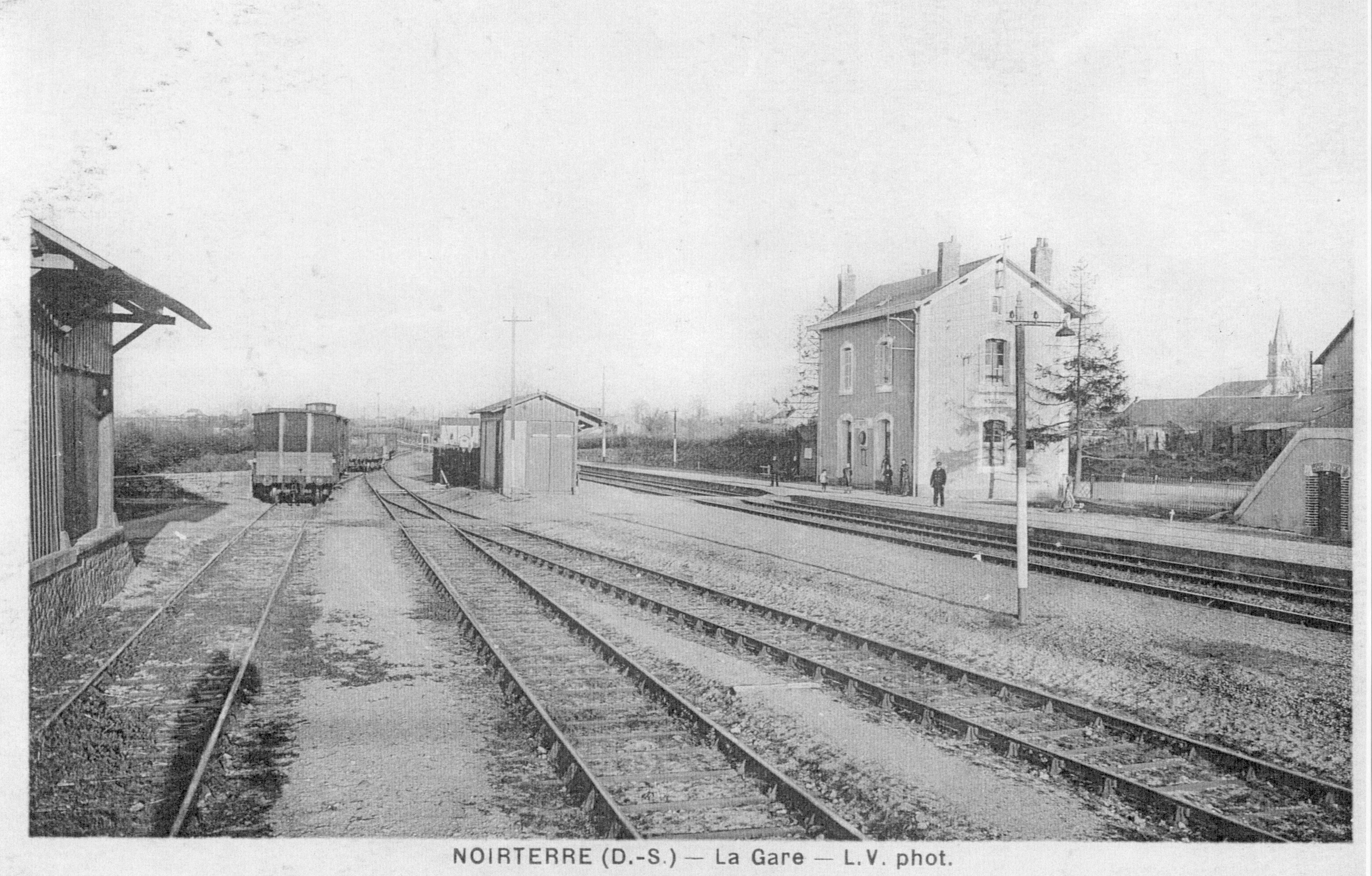
La gare en 1947.

En 1876, le conseil général s'intéresse à cette gare proche du chef-lieu, qui partage l'entretien de ses voies d'accès entre la compagnie et la commune.En 1878, la gare a une faible activité exportatrice de marchandises, avec 566 tonnes expédiées au second semestre. Le service voyageurs de la gare, en 1894, est ne desserte par sept trains réguliers plus un train de marché. En moyenne, la gare fournie cinq voyageurs pour chacun de ces trains.
La gare n'est plus desservie par aucun train.

## Patrimoine ferroviaire
Le bâtiment voyageurs d'origine est toujours présent sur le site.